# Schatzung

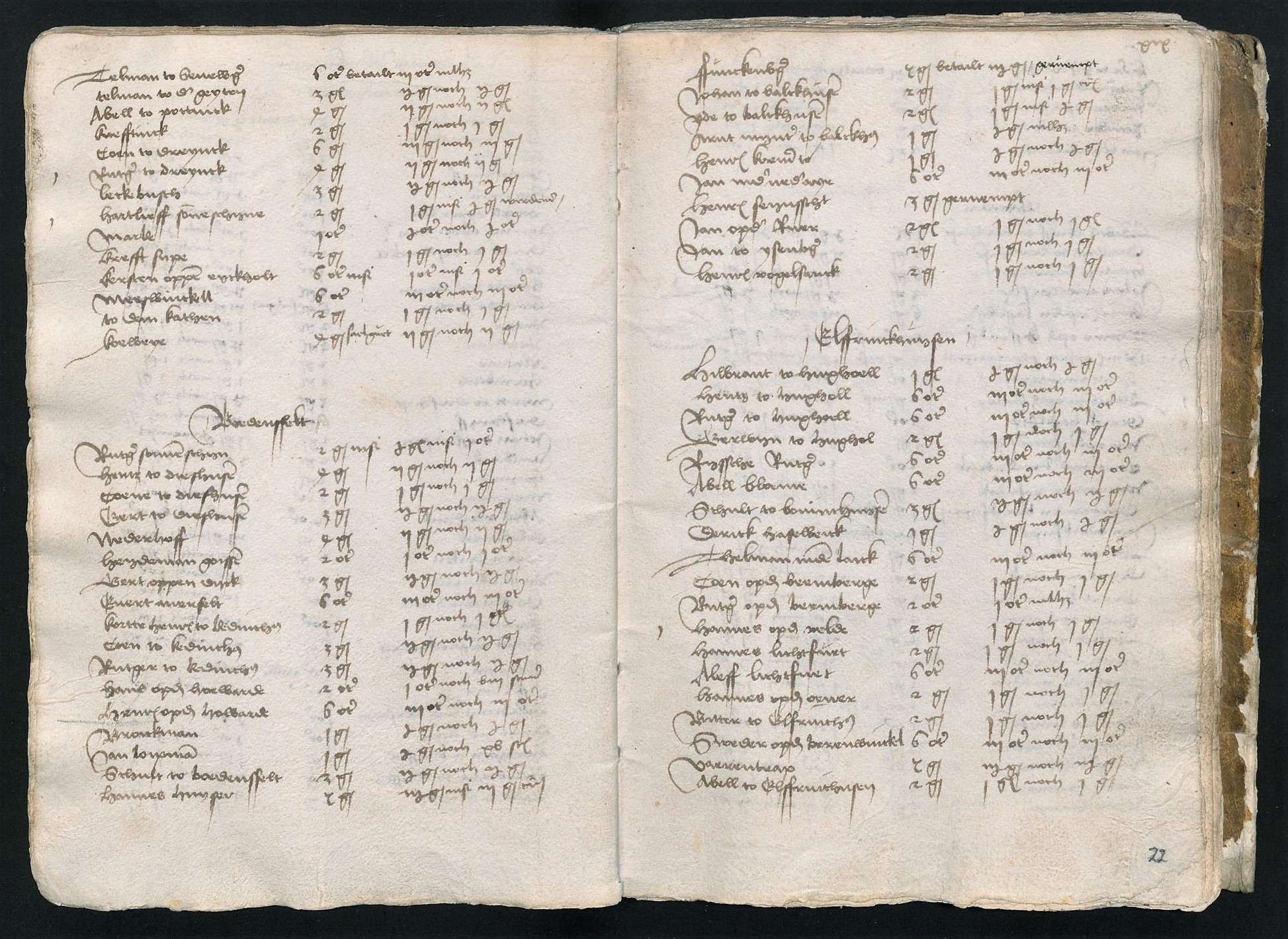
Schatzbuch der Grafschaft Mark

Den Begriff Schatzung (mhd. schatzunge „Abgabe, Steuer; Schätzung“) verwendet man heute als zusammenfassende Bezeichnung für den Einzug direkter Steuern im Mittelalter und in der Frühen Neuzeit.

## Begriff und Geschichte
Das mittelhochdeutsche Verb schatzen, Schätze sammeln, entwickelte die Bedeutung „ein Vermögen taxieren, besteuern“. Das Nomen Schatzung bezeichnet mithin die Tätigkeit oder den Vorgang des Schatzens und das Ergebnis davon. Eine Schatzung ist also eine Besteuerung bzw. eine Steuer. 
Die einmal festgelegten und immer gleich hohen Einnahmen des Landesherrn aus der Bede mussten bei sinkendem Geldwert und steigendem Finanzbedarf durch andere Abgaben ergänzt werden. Im Herzogtum Württemberg wurden diese Schatzungen (Abgaben) meist auf die gleiche Weise erhoben wie die Bede: Jede Gemeinde hatte einen bestimmten Betrag abzuliefern, den sie unter ihren Angehörigen umlegen konnte. Der Zahlungspflichtige musste einen Teil seines Vermögens beisteuern, etwa 2,5 oder 5 %. Manche Schatzung, die ursprünglich nur für Notfälle gedacht war, wurde zur ständigen Abgabe und erhielt sich unverändert bis ins 19. Jahrhundert.
Auch außerhalb des Herzogtums Württemberg gab es direkte Steuern in großer Vielfalt, teils mit festem, teils mit wechselndem Betrag, teils regelmäßig und teils nur in Notfällen erhoben. Sie wurden jährlich, halbjährlich oder monatlich eingezogen. Manchmal wurde das Vermögen besteuert (wie beim Kuhschatz und Schafschatz) und manchmal das Einkommen. Im Amt Vechta gab es den Erb-, Vieh-, Monats-, Rauch- und Kopfschatz, von denen vielfach mehrere gleichzeitig erhoben wurden.
Der Rauchschatz war eine nach dem Herd (der Familie) bemessene Abgabe und der Kopfschatz eine Personalsteuer. Diese Vielfalt betrachtend, versteht man den Begriff Schatzung heute als „zusammenfassende Bezeichnung für den Einzug direkter Steuern.“
Die Bezeichnung Rauchschatz war eine an vielen Orten für Rauchgeld oder Rauchfanggeld übliche Bezeichnung. Rauchschatzregister führten Aufzeichnungen über die Reinigung der Schornsteine und die zu entrichtende Rauchfangsteuer.

## Schatzungsregister und -listen
Die Auswertung solcher Schatzungsregister oder -listen ist für die Sozial-, Wirtschafts-, Regional- und Landesgeschichte sowie auch für die Genealogie von großem Wert. So geben die Listen vor allem einen Überblick über die gesamte ländliche, steuerpflichtige Bevölkerung; auch die „Armen“, die keine Steuern zahlten, wurden in einzelnen Schatzungsregistern namentlich erfasst.